# ويليام تي. واتسون
ويليام تي. واتسون هو سياسي أمريكي، ولد في 22 يونيو 1849 في ميلفورد في الولايات المتحدة، وتوفي بنفس المكان في 14 أبريل 1917. نشط حزبياً في الحزب الديمقراطي. وقد انتخب عضو مجلس ولاية ديلاوير ‏ وانتخب حاكم ولاية ديلاوير ‏ (8 أبريل 1895 – 19 يناير 1897).